# Хольштедт
Хольштедт (нем. Hohlstedt) — деревня в Германии, в земле Тюрингия, входит в район Ваймарер-Ланд в составе коммуны Гросшвабхаузен.
Население составляет 238 человек (на 1 декабря 2007 года). Занимает площадь 4,13 км².

## История
Первое упоминание о поселении встречается 2 декабря 958 года.
1 декабря 2007 года, после проведённых реформ, Хольштедт вошёл в состав коммуны Гросшвабхаузен.

## Галерея
- Церковь в Хольштедте
- Жилой дом